# أديل شتورزل
أديل شتورزل (بالألمانية: Adele Stürzl) (من مواليد 23 نوفمبر 1892 - والمُتوفاة في 30 يونيو 1944) هي نمساوية ومقاتل مُقاوِمة ضد الاشتراكية القومية.

## حياتها المُبكرة
وُلدت شتورزل في فيينا. كان والداها في الأصل من جنوب بوهيميا بالقرب من زنويمو. عملت شتورزل كخادمة في شبابها في فيينا، حيث اتصلت بحركة العمال الديمقراطيين الاجتماعيين. التقت شتورزل بزوجها في بودابست. انتقل الزوجان معًا إلى كوفشتاين في ولاية تيرول بعد انتهاء الحرب العالمية الأولى في مايو 1918.
كانت أديل شتورزل ناشطة في كوفشتاين في مجال حقوق العمل حيث تمكنت من الحصول على زيادة قي الأجر للعاملات في مصنع للأسلحة، كما كانت عضوًا نشطًا في الحزب الديمقراطي الاجتماعي الحزب الديمقراطي الاجتماعي النمساوي ثم الحزب الشيوعي الحزب الشيوعي النمساوي. ألُقي القبض على شتورزل عندما تم حظر الحزب الشيوعي في عام 1933 لفترة قصيرة، ثم اعتُقلت مرة أخرى في 1934 و1935.
بعد انضمام شتورزل النمسا إلى ألمانيا النازية، كانت ناشطة في المقاومة ضد النظام حيث تعاونت مع مقاتلين آخرين في المقاومة ومجموعة روبرت أوريج، حيث التقوا بانتظام في منزلها. أُلقي القبض عليها في يونيو 1942 حيث كان يُشتبه في أنها تحاول جلب الفارين من البلاد إلى سويسرا في أبريل 1942.حاولت شتورزل في 1 مايو 1942 تنظيم مظاهرة الجوع من أجل ربات البيوت في الساحة الرئيسية في كوفشتاين. وفي نوفمبر 1942، أُدينت شتورزل في إنسبروك بمساعدة أحد الفارين وحُكِم عليها بالسجن لمدة أربع سنوات. وفي 14 أبريل 1944 حُكم عليها أمام محكمة الشعب بالإعدام.
تم إعدام شتورزل ربما في 30 يونيو 1944 (وذكرت بعض المصادر أنه ربما يكون 16 أغسطس 1944) في سجن شتدلهايم في ميونيخ.

## تخليد ذكراها
سُميت شوارع صغيرة في كوفشتين باسمها: أديل-شتورزل-فيغ. [2]